# Bourreria succulenta
Bourreria succulenta är en strävbladig växtart som beskrevs av Nikolaus Joseph von Jacquin. Bourreria succulenta ingår i släktet Bourreria och familjen strävbladiga växter. Inga underarter finns listade i Catalogue of Life.